# 30 ليلة وليلة (مسلسل)
30 ليلة وليلة مسلسل كوميدي، مصري من إنتاج سنة 2018. المسلسل من إخراج إبرام نشأت، وتأليف بلال صبري، ومن بطولة سعد الصغير ، بدرية طلبة ، حسام داغر ، وائل علاء ، محمد رضا.

## ملخص القصة
- تدور أحداث المسلسل في إطار كوميدي في حلقات متصلة منفصلة حول السلبيات التي طرأت على المجتمع في الفترة الأخيرة، والتي تجمع بينها شخصية شهرزاد عبد الدايم شوخرم التي حصلت على كنز لكونها آخر سلالة الملكة شهرزاد.

## طاقم التمثيل
- سعد الصغير
- بدرية طلبة
- حسام داغر
- وائل علاء
- محمد رضا
- بلال صبري
- عنايات صالح
- أيمن كشك
- إيمان السيد
- آية
- ماهي نور
- روضة الخطيب
- بوسي شاهين

## إنتاج
- كتب بلال صبري قصة وسيناريو مسلسل. وكان مسلسل من أخراج إبرام نشأت وإنتاج بلال صبري...